# Dème de Dymé
Le dème de Dymé, en grec moderne : Δήμος Δύμης / Dímos Dýmis, est un ancien dème du district régional d’Achaïe, en Grèce-Occidentale. Depuis  2010, il est fusionné au sein du dème d'Achaïe-Occidentale.
Selon le recensement de 2011, la population du dème compte 10 227 habitants.
Le dème tire son nom de la ville antique de Dymé (ou Dymes).